# Canhão de emissão de campo

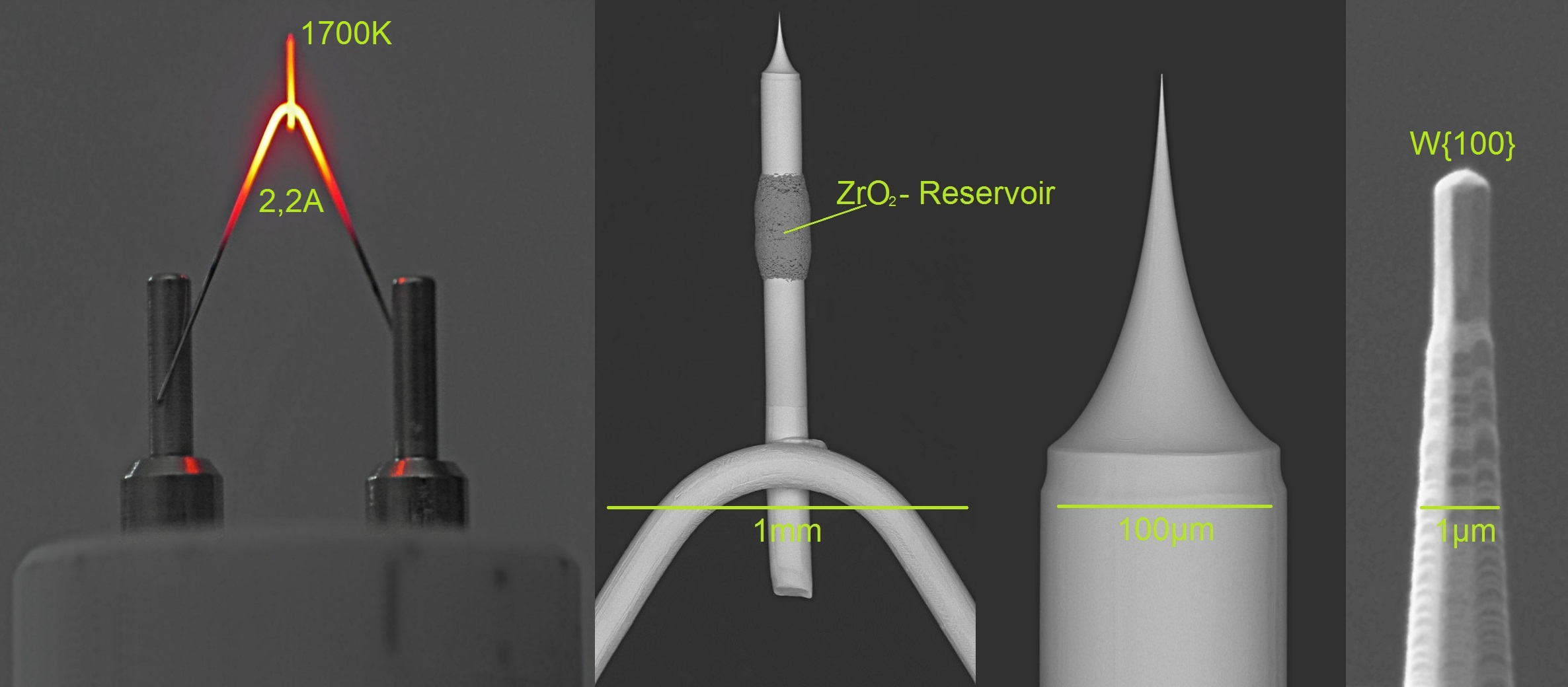
É um modelo de canhão emissor do tipo Müller de ponta aguda que é mantido sob um potencial elétrico negativo de diversos quilovolts relativos a um ânodo de extração.

Um canhão de emissão de campo é um tipo de canhão de elétrons no qual um emissor do tipo Müller de ponta aguda é mantido sob um potencial elétrico negativo de diversos quilovolts relativos a um eletrodo próximo (chamado ânodo de extração), de modo que não há suficiente gradiente de potencial na superfície do emissor para causar emissão de elétrons por campo. Emissores são tanto do tipo cátodo frio, normalmente feito de um único cristal de tungstênio afilado a um raio em sua ponta de aproximadamente 100 nm, obtida por polimento eletrolítico de fios de tungstênio. Esta ponta fica submetida a um campo elétrico da ordem de 5 x 10−7 volts/cm. Ou os emissores podem ser do tipo Schottky, no qual efeito termiônico é reforçada por redução de barreira na presença de um alto campo elétrico. Emissores Schottky são feitos por revestimento de ponta de tungstênio com uma camada de óxido de zircônio, o qual tem a incomum propriedade de redução na condutividade elétrica em alta temperatura.
Este tipo de sistema apresenta as dificuldades de uso de um alto vácuo necessário (10−10 Torr) e uma alta sensibilidade às flutuações do campo elétrico. Apresenta maior emissão de elétrons que outros sistemas, com emissão de maior densidade de corrente, conduzindo seu emprego a ficar limitado a estas características.